# Лауреус
Наградата „Лауреус“, известна още като „Спортен Оскар“, се дава от Laureus World Sports Awards ежегодно на спортисти за постижения през предишната година.
Laureus World Sports Awards са учредени през 1999 година с участието на: Founding Patrons Daimler и Richemont, а също така са поддържани от генералните партньори Mercedes-Benz, IWC Schaffhausen и Водафон.
Победителите се определят на два етапа: Отначало, група за подбор на кандидатите от най-добрите спортни редактори, писатели и коментатори от около 80 страни гласува, за да състави кратък списък от шест номинации във всяка категория. Процесът на гласуване се контролира от независими одитори от Pricewaterhouse Coopers LLP. След това членовете на Академията Laureus World Sports чрез тайно гласуване избират победителите.
Групата по подбор на кандидатите Laureus Media определя номинации в 5 категории:
- Laureus World Спортист на годината
- Laureus World Спортистка на годината
- Laureus World Отбор на годината
- Laureus World Пробив на годината
- Laureus World Завръщане на годината

Две номинации се определят от специални групи:
- Laureus World Action Спортист на годината – избира се от групата на най-добрите журналисти по алтернативни видове спорт, и
- Laureus World Спортист с инвалидност на годината, която се ръководи от Изпълнителния комитет на Международния параолимпийски комитет.

Три други номинации се избират от Founding Patrons и Академията Laureus. Това са:
- Laureus Постижение на века
- Laureus Спорт за добро
- Laureus Душа на спорта (започва от 2005 година), представени от Академията Laureus по преценка на хората, които са внесли най-голям принос за обществото чрез спорта. Академията може, ако пожелае, също така да връчи допълнителни награди.

Всеки победител получава статуетка Laureus ексклузивно предоставена от Cartier. Универсалният характер на спорта е изразен в представяне на петте континента, които са гравирани на нея. Размерът на статуетката е 30 см, теглото – 2,5 кг. Всяка фигура съдържа 670 грама твърдо сребро заедно с 650 грама злато.
През 2007 година церемония се провежда на 2 април в Барселона, Испания. Кралят Хуан Карлос I е почетен гост. През 2008 г. церемонията е на 18 февруари в Санкт-Петербург, Русия. Присъстват: президентът Владимир Путин, Куба Гудинг Джуниър и Денис Хопър.
Тенисистът № 1 Роджър Федерер е бил лауреат на номинацията Laureus World Спортист на годината 4 години поред. Той също така е единственият спортист в историята, който е побеждавал четири пъти в номинациите на Laureus World Sports Awards.

## Победители по номинации
Списъкът на номинираните се съставя от най-добрите журналисти от цял свят. Те се поканват от фонда Laureus и определят финалистите през февруари всяка година.

### Номинации: Спортист и Спортистка на годината
Показани са годината на провеждане на церемонията за връчване на награди за предходната година
| Година | Спортист           | Спортист      | Спортистка                     | Спортистка                |
| Година | Име                | Вид спорт     | Име                            | Вид спорт                 |
| ------ | ------------------ | ------------- | ------------------------------ | ------------------------- |
| 2014   | Себастиян Фетел    | Формула 1     | Мелиса „Мисси“ Джанет Франклин | Плуване                   |
| 2013   | Юсейн Болт (3)     | Лека атлетика | Джесика Енис-Хил               | Лека атлетика             |
| 2012   | Новак Джокович     | Тенис         | Вивиан Черуйот                 | Лека атлетика             |
| 2011   | Рафаел Надал       | Тенис         | Линдси Вон                     | Ски – алпийски дисциплини |
| 2010   | Юсейн Болт (2)     | Лека атлетика | Серина Уилямс (2)              | Тенис                     |
| 2009   | Юсейн Болт         | Лека атлетика | Елена Исинбаева (2)            | Лека атлетика             |
| 2008   | Роджър Федерер (4) | Тенис         | Жюстин Енен                    | Тенис                     |
| 2007   | Роджър Федерер (3) | Тенис         | Елена Исинбаева                | Лека атлетика             |
| 2006   | Роджър Федерер (2) | Теннис        | Яница Костелич                 | Ски – алпийски дисциплини |
| 2005   | Роджър Федерер     | Тенис         | Кели Холмс                     | Лека атлетика             |
| 2004   | Михаел Шумахер (2) | Формула 1     | Аника Сьоренстам               | Голф                      |
| 2003   | Ленс Армстронг     | Колоездене    | Серина Уилямс                  | Тенис                     |
| 2002   | Михаел Шумахер     | Формула 1     | Дженифър Каприати              | Тенис                     |
| 2001   | Тайгър Уудс (2)    | Голф          | Кети Фриман                    | Лека атлетика             |
| 2000   | Тайгър Уудс        | Голф          | Марион Джонс                   | Лека атлетика             |

### Номинация: Отбор на годината
- 2014:  Футболен отбор „Байерн“ (Мюнхен)
- 2013:  Сборен отбор на Европа по голф за Купата „Райдер“
- 2012:  Футболен клуб „Барселона“
- 2011:  Национален отбор по футбол на Испания
- 2010:  Браун (отбор от Формула 1)
- 2009:  Китай на летните Олимпийски игри 2008
- 2008:  Национален отбор по ръгби на ЮАР
- 2007:  Национален отбор по футбол на Италия
- 2006:  Отбор по автомобилен спорт на Рено
- 2005:  Национален отбор по футбол на Гърция
- 2004:  Национален отбор по ръгби на Англия
- 2003:  Национален отбор по футбол на Бразилия
- 2002:  Национален отбор по крикет на Австралия
- 2001:  Национален отбор по футбол на Франция
- 2000:  Футболен отбор „Манчестър Юнайтед“

### Номинация: Пробив на годината
До 2007 година тази номинация се нарича Новак на годината
- 2014:  Марк Маркес – мотокрос
- 2013:  Анди Мъри – тенис
- 2012:  Рори Макилрой – голф
- 2011:  Мартин Каймер – голф
- 2010:  Дженсън Бътън – Формула 1
- 2009:  Ребека Едлингтън – плуване
- 2008:  Люис Хамилтън – Формула 1
- 2007:  Амели Моресмо – тенис
- 2006:  Рафаел Надал – тенис
- 2005:  Лю Сян – лека атлетика
- 2004:  Мишел Ви – голф
- 2003:  Яо Мин – баскетбол
- 2002:  Хуан Пабло Монтоя – Формула 1
- 2001:  Марат Сафин – тенис
- 2000:  Серхио Гарсия – голф

### Номинация: Завръщане на годината
- 2014:  Рафаел Надал – тенис
- 2013:  Феликс Санчес – лека атлетика
- 2012:  Дарен Кларк – голф
- 2011:  Валентино Роси – мотокрос
- 2010:  Ким Клейстерс – тенис
- 2009:  Виталий Кличко – бокс
- 2008:  Пола Редклиф – лёка атлетика
- 2007:  Серина Уилямс – тенис
- 2006:  Мартина Хингис – тенис
- 2005:  Алесандро Занарди – автомобилен спорт
- 2004:  Херман Майер – ски – алпийски дисциплини
- 2003:  Роналдо – футбол
- 2002:  Горан Иванишевич – тенис
- 2001:  Дженифър Каприати – тенис
- 2000:  Ленс Армстронг – колоездене

### Номинация: Спортист с инвалидност на годината
- 2014:  Мари Боше – ски – бягане
- 2013:  Даниел Диас – плуване
- 2012:  Оскар Писториус – лека атлетика
- 2011:  Верена Бентеле – биатлон, ски – бягане
- 2010:  Натали дю Туа – плуване
- 2009:  Даниэл Диас – плуване
- 2008:  Естер Верджир – тенис на инвалидна количка
- 2007:  Мартин Браксенталер – ски – алпийски дисциплини
- 2006:  Ернст ван Дик – надбягване с инвалидни колички
- 2005:  Чантал Петитклерк – лека атлетика
- 2004:  Ерл Конор – лека атлетика
- 2003:  Майкъл Милтон – ски – алпийски дисциплини
- 2002:  Естер Верджир – тенис на инвалидна количка
- 2001:  Вини Лауверс – регата
- 2000:  Луис Сауваж – лека атлетика

### Номинация: Action Спортист на годината
До 2007 г. тази номинация се нарича Алтернативен Спортист на годината
- 2011:  Кели Слейтер – сърфинг
- 2010:  Стефани Гилмор – сърфинг
- 2009:  Кели Слейтер – серфинг
- 2008:  Шон Уайт – сноубординг/скейтбординг
- 2007:  Кели Слейтер – сърфинг
- 2006:  Анджело д’Ариго – авиация
- 2005:  Елен МакАртур – регата
- 2004:  Лейн Бичли – серфинг
- 2003:  Дин Потер – скоростно издигане
- 2002:  Боб Барнквист – скейтбординг
- 2001:  Майк Хорн – парусен спорт
- 2000:  Шон Палмер – световни екстремални игри

### Номинация: Постижение на века
- 2013:  лорд Себастиан Коу – лека атлетика
- 2012:  сър Боби Чарлтън – футбол
- 2011:  Зинедин Зидан – Футбол
- 2010:  Навал ел-Мутавакел – лека атлетика
- 2009: Без номинации
- 2008:  Сергей Бубка – лека атлетика
- 2007:  Франц Бекенбауер – футбол
- 2006:  Йохан Кройф – футбол
- 2005: Без номинации
- 2004:  Арне Нес – алпинизъм
- 2003:  Гари Плейър – голф
- 2002:  Питър Блейк – регата
- 2001:  сър Стив Редгрейв – гребане
- 2000:  Пеле – футбол